# اندیس قائم آباد با گلدار ۱
قائم آباد با گلدار ۱ یک اندیس فلزی است که در حوالی شهر سر چاه شور استان خراسان قرار دارد و مادهٔ معدنی موجود در آن، مس است.سنگ میزبان این اندیس آندزیت است و دیرینگی آن به دوران ائو بالایی می‌رسد. در این اندیس، پاراژنز‌های مالاکیت یافت می‌شوند.